# Ababil
Ababil (Nhạn) là một máy bay không người lái do Iran chế tạo. Iran phát triển một số kiểu khác nhau, bao gồm cả chiếc Ababil-5 chiến thuật dùng để trinh sát và giám sát mức trung bình, chiếc Ababil-T dùng để tấn công mức trung bình/ngắn, và cũng như chiếc Ababil-B và -S.

## Công dụng
Phi cơ không người lái loại Ababil của Iran có tầm hoạt động tối đa khoảng 144 cây số và ở cao độ khoảng hơn 4.000 mét. Phi cơ thường được dùng vào việc do thám và thu thập tin tức tình báo.

## Sử dụng
Israel nói rằng Hezbollah nhận ít nhất 12 chiếc Ababils trước cuộc Chiến tranh Liban 2006, và phóng ba chiếc vào Israel trong cuộc xung đột, mặc dù cả ba chiếc bị các máy bay phản lực của Israel bắn rơi trước khi gây tổn thất.
Ngày 16 tháng 3 năm 2009, quân đội Hoa Kỳ loan tin các phi cơ phản lực Hoa Kỳ bắn rơi phi cơ không người lái Ababil 3 của Iran vào ngày 25 tháng 2 năm 2009, trong lãnh thổ Iraq, cách thủ đô Bagdad chừng 100 cây số về phía Đông Bắc. Một bản tin quân sự Hoa Kỳ nói chiếc Ababil 3 đã bị theo dõi trong khoảng 70 phút trước khi các phản lực cơ Hoa Kỳ bắn rơi chiếc phi cơ này "sâu trong không phận Iraq" và sự hiện diện của chiếc phi cơ trong lãnh thổ Iraq "không phải là do bất cẩn." Một viên chức Iraq nói rằng chiếc phi cơ Iran rớt xuống khu vực gần thị trấn Mandali ở sát biên giới. Các giới chức Hoa Kỳ thường xuyên cáo buộc Iran cung cấp võ khí, giúp huấn luyện và tiền bạc cho các nhóm Shiite quá khích chống lại quân đội Hoa kỳ và chính quyền Iraq. Iran bác bỏ những lời tố cáo này và nói rằng sự bất ổn tại Iraq là kết quả của sự "chiếm đóng" của Hoa Kỳ. Phía Iran coi sự hiện diện của khoảng 140.000 binh sĩ Mỹ ở quốc gia láng giềng Iraq là mối đe dọa cho an ninh của chính họ.